# Пасынков, Иван Иванович
Ива́н Ива́нович Па́сынков (16 июня 1907, Ведоснур, Уржумский уезд, Вятская губерния, Российская империя — 30 мая 1982, Тягун, Заринский район, Алтайский край, РСФСР, СССР) — советский государственный и хозяйственный деятель. Депутат Верховного Совета СССР 3-го созыва (1950—1954). Участник Великой Отечественной войны. Член ВКП(б) с 1944 года.

## Биография
Родился 16 июня 1907 года в деревне Ведоснур ныне Сернурского района Марий Эл в крестьянской семье.
Единоличный крестьянин. В 1918 году окончил начальную школу.
С 1933 года — колхозный счетовод, с 1940 года — мастер Суслонгерского леспромхоза Звениговского района Марийской АССР. 
В 1941 году призван в РККА. Участник Великой Отечественной войны: помощник командира взвода 55 отдельного дивизиона бронепоезда, одновременно — парторг на 1-м Белорусском фронте, старший сержант. В 1944 году принят в ВКП(б). Демобилизовался из армии в 1944 году. Награждён медалями.
После войны вернулся в Суслонгерский леспромхоз Звениговского района Марийской АССР: лесоруб, с 1946 года — бригадир Филиппсолинского лесопункта. Внедрил поточно-комплексный метод труда и организовал работу бригады по часовому графику, в результате чего за 3 года бригада выполнила 5 годовых норм. Свой опыт работы обобщил в брошюре «Два года работы на поточной линии: Суслонгерский леспромхоз», изданной в 1952 году в Йошкар-Оле, и в брошюре «Лесной конвейер» 1953 года издания (Москва). Награждён орденом Трудового Красного Знамени.
В 1950—1954 годах избирался депутатом Верховного Совета СССР 3-го созыва.
В 1957 году уехал на Алтай, где тоже был рабочим леспромхоза.
Скончался 30 мая 1982 года в посёлке Тягун Заринского района Алтайского края.

## Награды
- Орден Трудового Красного Знамени (1951)[1]
- Медаль «За отвагу» (СССР) (19.06.1945)[1][5]
- Медаль «За доблестный труд. В ознаменование 100-летия со дня рождения Владимира Ильича Ленина» (1970)